# Nerd
Nerd通常被翻譯成怪胎、怪咖，是英語俚语中一个稍含贬义的用语，一般指偏爱钻研书本知识，将大量闲暇用于脑力工作，对流行文化不感兴趣，而且也不愿或不善于体育活动或其他社会活动的人。在美国中学和大学文化中则通指那些专心一致刻苦学习，不会和人交往又行为举止尴尬的学生。在華人圈內類似的概念是“书呆子”或“书虫”。在美国大部分学校，這樣的人依然顯著地被排擠，他们不会和人交往，经常做出尴尬的事情。
Nerd在美式英语中相对的词语是Jock（jockstrap的简称，也就是运动员用来保护裆部的加垫内裤），指擅长体育、四肢发达、自信且熱愛泡妞的人。
注意，不是学习好的就被称为nerd，而是学习好的但是没有社会技能才被称为nerd。

## 辞源
英文“nerd”一词最早出现在苏斯博士1950年出版的If I Ran the Zoo一书中，但是现今的俗语含义则是因为《新闻周刊》杂志在1951年报道了此词在密歇根州底特律市经常被用来与“drip”（指身材瘦小、性格软弱、不受人关注）和“square”（指为人老实、重义气、守规矩）等词同义。在60年代初期其使用传遍美国全国甚至远至苏格兰，随后一段时间其词义逐渐与“两耳不闻窗外事，一心只读圣贤书”之类的形容挂钩，这个词义在70年代因为著名情境喜剧《青春年華》（Happy Days）开始变为主流。

## 特征
根据影视作品的描述和大众心目中的印象，Nerd往往有以下特征：
- 身体柔弱、单薄或臃肿，（男子）行为欠缺阳刚，嗓音柔弱尖细
- 学习成绩优异，智商较高
- 古板的发型，毫无时尚的着装，通常带有大号眼镜、牙套、高腰长裤，目光渙散，表情膽怯，面容不开朗
- 缺乏自信，不善与人交谈，恐於主動認識異性
- 喜欢循规蹈矩并且在细节上较真，有强迫症和阿斯伯格综合征的特征
- 喜欢钻研一般人無法理解或远远超出同龄人成熟度的学科，如古生物学、历史学、高等数学、物理、电脑科学和美术，或者兴趣集中于桌上游戏、闪卡、电子游戏、漫画、科幻/奇幻小说等大多数他人不感兴趣的方面。
- 对流行文化和音乐以及体育新闻等方面没有兴趣，或者極度缺乏相關的概念
- 情商较低（愛哭或常鬧彆扭），不喜欢且不善于人际交往，经常成为同学欺负、排挤、嫉妒的对象
- 缺少男性的玩伴，也極不受男同學歡迎；但可能有幾個比較乖的女孩會主動示好
- 跟母親的關係比父親好得多，情感上較依賴母親，跟家庭中其他男性成員關係都較疏離

根据美国2010年的一份研究表明，在美国亚裔最有可能被形容为Nerd，其次是白人，反之拉丁裔和黑人被看作是Nerd的比例最小。

## Nerd的自我認同
而自20世纪80年代后，科学技术尤其是信息技术产业的发达使得许多具有nerd性质的人（比如比尔·盖茨）变得非常富有，在社会上处于很大的经济优势地位，而许多nerd的刻板化爱好（比如超级英雄、奇幻和科幻）现今已经是风靡社会主流的流行文化，使得许多追求脑力的人都以自己是“nerd”为豪。1984年的喜剧电影《Revenge of the Nerds》系列中主人公一行的正直形象使得“nerd pride”在90年代开始觉醒。麻省理工学院教授杰拉德·杰伊·萨斯曼就曾说：“我的想法是让孩子们知道有智慧是好事，不要去理会反智主义的同侪压力。我希望每个孩子都成为nerd——也就是指用学习去竞争社会优势的人，虽然有时也可能不幸会被排斥。”美国作家和政治评论员查尔斯·赛克斯（Charles J. Sykes）的名言“对nerd们好点——以后你可能会给他打工”在网络时代则大举流行。而美国动画片《Freakazoid》中的一段独白则更是表明了nerd的价值：“他们用脑力弥补体能上的不足。畅销书都是谁写的？是nerd们。好莱坞爆场大片是谁导演的？是nerd们。只有内行才懂的高端技术是谁创造的？是nerd们……此外进入总统府高层办公室的都有谁？非nerd们莫属！”
在西班牙，自2006年以来每年的5月25日被民间人士定为“Nerd自豪日”。

## 相关作品
- 《Revenge of the Nerds》(1984年)
- 《生活大爆炸》 （英語：The Big Bang Theory，2007年－2019年）
- 《The Angry Video Game Nerd》
- 《哈利波特》
- 《事發的19分鐘》（內容為一名有Nerd特徵的男孩遭到霸凌的過程）
- 《惡霸魯尼》

## 延伸閱讀
- Bucholtz, Mary. . Language in Society. 1999, 28: 203-223.
- Frayling, Christopher. . Reaktion Books. 2005.
- Genuine Nerd (2006)（页面存档备份，存于） - Feature-length documentary on Toby Radloff.
- Kendall, Lori. . The Journal of Men's Studies. 1999, 7 (3): 353–69.
- Kendall, Lori. . International Journal of Cultural Studies. 1999, 2 (2): 260–83. doi:10.1177/136787799900200206.
- Kendall, Lori. . Gender & Society. 2000, 14 (2): 256–74. doi:10.1177/089124300014002003.
- Nugent, Benjamin. . New York: Scribner. 2008. ISBN 978-0-7432-8801-9.
- Newitz, A. & Anders, C. (Eds) She's Such a Geek: Women Write About Science, Technology, and Other Nerdy Stuff. Seal Press, 2006.
- Okada, Toshio. Otaku Gaku Nyumon (Translated: 'Introduction to Otakuology'). Ohta Verlag. Tokyo, 1996.